# Suaeda heterophylla
Suaeda heterophylla là loài thực vật có hoa thuộc họ Dền. Loài này được Bunge ex Boiss. miêu tả khoa học đầu tiên năm 1879.